# Garnier de Laon
Pour les articles homonymes, voir Garnier.
 Garnier  ,  a été  le vingt-troisième évêque de Laon de 1238 à 1249.
Il fut élu évêque de Laon et pair de France à la suite de Anselme de Mauny. Il était précédemment archidiacre et doyen  de la cathédrale.
Il fut le premier à reposer en la cathédrale alors que ses prédécesseurs étaient inhumés à Saint-Vincent.